# Эренпрейса, Екатерина Ароновна
Екатерина Ароновна Эренпрейса (латыш. Jekaterina, Katrīna Ērenpreisa; 13 февраля 1945, Днепропетровск, Украинская ССР) — советский и латвийский врач и учёный, академик Латвийской Академии наук. Продолжательница научных исследований своего руководителя и супруга Яниса Густавовича Эренпрейса. Ведущий исследователь Латвийского центра биомедицинских исследований и обучения. Государственный эмеритированный учёный.

## Биография
Родилась 13 февраля 1945 года в Днепропетровске Украинской ССР. Была привезена в Латвийскую ССР вместе с родителями, направленными в республику на работу, в возрасте 9 месяцев, в 1946 году.
Поступила в Рижский медицинский институт в 1962-м и окончила его в 1968 году. Своим любимым педагогом и вдохновителем считает основоположника латвийской цитологии К. С. Богоявленского. Ещё во время учёбы в институте начала посещать лекции по молекулярной биологии, которые в Латвийском государственном университете читал кандидат медицинских наук Янис Эренпрейс. Эти лекции были популярны не только среди студентов ЛГУ, но и Рижского медицинского института.
По окончании института поступила в аспирантуру под начало Эренпрейса в Латвийский научно-исследовательский институт экспериментальной и клинической медицины и окончила её в 1971 году, став младшим научным сотрудником института. Они думали, что исследования ядра клетки могут помочь в лечении рака.
В 1972 году вышла замуж за своего руководителя и продолжила работу в том же научном направлении до 1999 года в Латвийском НИИ экспериментальной и клинической медицины.
В 1993 году в связи с крахом финансирования науки лаборатория Эренпрейса фактически прекратила свое существование и сотрудники перешли в Институт микробиологии и вирусологии. Лаборатория переехала в помещения института в Клейсты.
Благодаря небольшим грантам Фонда Сороса Эренпрейса за 4 года 8 раз побывала на международных конференциях и получила первый грант по обмену от Королевского общества Лондона. В январе 1993 года она впервые выехала как приглашённый учёный в Великобританию, на медицинский факультет Саутгемптонского университета, с которым сотрудничала до 2013 года. В завершение грантовой программы в Саутгемптоне проводилась конференция на актуальную тему регуляции смерти клетки, на которой Екатерина познакомилась с молодыми британскими коллегами Марком Крэгом и Тимом Иллиджем, представлявшим стенд о лимфоме. На нём было видно, что после облучения клеточные ядра увеличивают количество ДНК, после чего немногие выжившие клетки редуцируют ДНК до нормы. Англичане не знали, как это происходит, и Эренпрейса попросила возможности изучить, что происходит с клетками лимфомы после облучения, почему на 99 % уничтоженные клетки все же восстанавливаются.
Как раз тогда, когда Екатерина Ароновна была готова приступить к этим исследованиям, пришло известие об инсульте у её мужа, Яниса Эренпрейса. Пришлось вылететь в Ригу, а после смерти супруга и научного руководителя Екатерина Ароновна возглавила его лабораторию клеточной биологии опухолей в институте и руководила ею и после перехода в Латвийский центр биомедицинских исследований и обучения до 2019 года.
В январе 2005 года началось сотрудничество учёного с Айовским университетом, продолжающееся по сей день. Екатерина Эренпрейса также работала в университетах Брайтона, Манчестера (Великобритания), Гейдельбергском университете (Германия), рядом университетов Рима.
С 2019 Эренпрейса — ведущий исследователь группы биологии раковых клеток и меланомы Латвийского центра биомедицинских исследований и обучения.

## Научная и преподавательская деятельность
Сразу по окончании Рижского медицинского института (1968) Екатерина обратилась к научной деятельности, поступив в аспирантуру и успешно защитив диссертацию на соискание учёной степени кандидата медицинских наук в 1971 году (соответствует современному PhD). В 1991 году она защитила докторскую диссертацию, в 1992 г. нострифицированную со степенью хабилитированного доктора медицинских наук (Dr.hab. med).
В исследованиях XXI века Эренпрейса использовала идеи перепрограммирования генома японца Синъя Яманака и британца Джона Гёрдона, получивших Нобелевскую премию 2006 года за исследование стволовых клеток. Её собственные работы касаются перепрограммирования применительно к раковым клеткам. В развитие эстафеты, полученной от Яниса Эренпрейса, выдвинута идея и собраны доказательства о способности раковых клеток переходить от простого деления в жизненный цикл, передавая бессмертие подобно половым клеткам, через полиплоидию. Эта способность связана с потенциальными репродуктивными аттракторами (генные сети), накопленными в геноме человека в течение всей трудной эволюции жизни на Земле, начиная с одноклеточных организмов, чем и объясняется резистентность рака к терапии.
Многие годы Екатерина Ароновна — сначала сама (монография 1990 года), а затем и вместе с зарубежными коллегами, уже используя знания в системной биологии — изучает регуляцию генома человека.
Эренпрейса руководила двумя десятками местных и двусторонних научных проектов с Великобританией, США и Германией, у неё широкий круг сотрудничества с коллегами в Италии, России, Японии, Польше, Эстонии, Германии.
С 2005 по 2016 год входила в редакционные советы ведущих международных журналов: по исследованию рака Cancer Cell Int и по клеточной биологии Cell Biol Int.
Екатерине Эренпрейсе принадлежит более 150 научных работ, она выступила на 180 научных конференциях. Она является одним из наиболее цитируемых учёных Латвии.
Екатерина Ароновна разработала курс лекций по канцерогенезу в Латвийском университете (2001—2006) и Белорусском государственном университете (2006), курс лекций о старении и гибели клеток в Рижском университете имени П.Страдыня (2006), курс лекций по канцерогенезу, структуре хроматина и эпигенетике в Тбилисском государственном университете (2008).
Под её руководством подготовлено 3 промоционные работы, 6 бакалаврских и пять магистерских работ. Она сожалеет, что качество подготовки школьников и студентов по биологии в Латвии недостаточно высокое, и те таланты, которые все же редко появляются на том фоне, трудно удержать, дать им зелёный свет. Эренпрейса предостерегает: вера в то, что «наука решит любые проблемы» — неверна по сути. Будущим ученым важно развивать возможности воображения с серьёзными дополнениями гуманитарного образования: музыки, искусства и обязательными предметами в школах. Унизительная бюрократия отягощает учёных и ужасно тормозит любое развитие в государстве в целом.

Екатерина Ароновна — приверженец холистического научного метода, рассматривающего и геном, и всего человека как единое целое во взаимодействии со средой. «Холистический подход к процессам входит в науку медленнее, чем хотелось бы, поскольку требует широкой образованности, соединяющей биологию, физику, медицину и также иногда воображение. Это противоположность редукционалистской науке», — говорит она. 
«Общество потребления и эгоизма меняет сознание новых поколений. Но растёт и очень прогрессивная часть молодёжи, которая может взять в свои руки будущее — собственное и страны. Если человеку уже с младенчества прививается культура в широком значении, он не станет мелким потребителем. У культуры — исторические корни. Мы — открытое общество, но нам многое надо вобрать из древнейших культур. Об этом следует заботиться и государству». Интервью Е.Эренпрейсы академику О. Спаритису. 
Для научной школы К. С. Богоявленского были характерны тщательное собственноручное изготовление микроскопических препаратов, сочетание строгости научного анализа с вдохновенным восхищением гармонией, заключенной в строении клетки. Профессор был учёным и художником в одном лице, и эти качества в полной мере характерны и для Екатерины Ароновны Эренпрейсы.

#### Монография
- Эренпрейса, Екатерина Ароновна. Организация хроматина в ядре интерфазной клетки / Е. А. Эренпрейса; Латв. НИИ эксперим. и клинич. медицины. — Рига: Зинатне, 1990. — 115 с. / ISBN 5-7966-0386-8.

#### Статьи
- J.Erenpreisa, Mark Cragg. Cancer: A matter of life-cycle? A mini-review. (Cell Biol Int 2007, 31: 1507—1510. doi: 10.1016/j.cellbi.2007.08.013.
- J.Erenpreisa, Mark Cragg. Three steps to the immortality of cancer cells: Senescence, polyploidy and self-renewal. Cancer Cell International 13(1):92, September 2013.
- Jekaterina Erenpreisa, Alessandro Giuliani, Kenichi Yoshikawa, Martin Falk, Michael Hausmann. Spatial-Temporal Genome Regulation in Stress-Response and Cell-Fate Change. International Journal of Molecular Medical Science 24(3), January 2023.

## О природе рака
Биологическая природа рака — результат эволюции, утверждает Е.Эренпрейса. Встав на вершину пирамиды как совершенство, человек платит за это. Раковая клетка — атавистичная, заботящаяся только о себе, как одноклеточный организм. Гоминиды чудом появились на Земле совсем недавно, а одноклеточным три миллиарда лет. Вопрос только в том, когда человек «доживет до своего рака». С ростом продолжительности жизни процент онкологических больных тоже растёт. Добавляются загрязнение среды, стресс и недостаток физической нагрузки.
Из-за своей биологической природы рак трудно излечим, даже неизлечим, если только не был своевременно радикально вырезан. Здесь работают процессы хаотичной регуляции, их спонтанность и порождает неизбежность результата в течение долгой жизни.
Эренпрейса считает перспективным лечение рака через нормализацию раковых клеток, для чего уже есть серьёзное научное основание. Например, эксперименты американского профессора Мины Бисселл по лечению рака через нормализацию микросреды через 30 лет упорной работы все-таки были замечены. Консерватизм человечества — обычное дело.

## Семья
Отец — Арон Вульфович Либман (1916—1993). Работал на заводе Саркана Звайгзне начальником цеха, а потом на рижской фирме грампластинок Мелодия начальником производства, до 1990 года.
Мать — Зинаида Давыдовна Сокол (1919—2006), известный в Риге врач-эндокринолог и организатор здравоохранения, 35 лет руководила поликлиникой на ул. Медниеку, 7 в Риге.
Первый брак (1963—1972) с Валерием Гилелевичем Черняком (1941), по специальности физиком.
Второй брак (1972—1996) с учёным и единомышленником, академиком Янисом Эренпрейсом.
Сыновья Илья Валерьевич Черняк (1967), Янис (1973 г.р.) и Юрис (1975 г.р.) Эренпрейсы.